# رائحة القهوة
رائحة القهوة هو مسلسل تلفزيوني عراقي عرض في عام 1986.

## فكرة المسلسل
هي تمثيلية عبارة عن سهرات تلفزيونية متنوعة تتضمن حلقات عدة ولكل حلقة قصة .

## الممثلون
- حسن الجنابي
- قاسم الملاك
- هند كامل
- قاسم وعل السراج
- ماجدة السعدي
- منى البصري
- عماد بدن
- غزوة الخالدي
- يوسف العاني
- صادق الأطرقجي